# Pardik
Pardik (cyr. Пардик) – wieś w Serbii, w okręgu niszawskim, w gminie Ražanj. W 2011 roku liczyła 326 mieszkańców.